# Kung och drottning
Kung och drottning (franska: Rois et reine) är en fransk romantisk dramakomedi från 2004 i regi av Arnaud Desplechin.

## Utmärkelser
Filmen vann Louis Delluc-priset 2004.

## Roller (urval)
- Emmanuelle Devos – Nora Cotterelle
- Mathieu Amalric – Ismaël Vuillard
- Catherine Deneuve – mme Vasset, psykiater
- Maurice Garrel – Louis Jenssens
- Nathalie Boutefeu – Chloé Jenssens
- Jean-Paul Roussillon – Abel Vuillard
- Catherine Rouvel – Monique Vuillard
- Hippolyte Girardot – Maître Marc Mamanne
- Noémie Lvovsky – Elizabeth